# Tunatea
Tunatea là một chi thực vật có hoa trong họ Đậu.